# Dora Wahlroos
Anna Dorothée (Dora) Wahlroos (19 de dezembro de 1870 Pori - 21 de março de 1947 Kauniainen) foi uma pintora finlandesa que participou do movimento de pintura En plein air no final do século XIX.